# Bad Robot Productions
Bad Robot Productions (ранее — Bad Robot, с англ. — «Плохой робот») — американская кинокомпания, принадлежащая Дж. Дж. Абрамсу. Она стала известна благодаря таким сериалам как «Шпионка», «Остаться в живых», «Грань», «Под прикрытием», «В поле зрения», «Алькатрас», «Революция», а также фильмам «Монстро», «Звёздный путь», «Стартрек: Возмездие», «Супер 8», «Миссия невыполнима: Протокол Фантом».

## История
До создания компании Дж. Дж. Абрамс работал на Touchstone Television как продюсер и автор идей сериалов.
Bad Robot изначально была частью Touchstone Television, но затем Дж. Дж. Абрамс передал её в ведение Paramount Pictures и Warner Bros. Television, после того как его контракт с Touchstone истек в 2006 году. Bad Robot выпустила сериал «Остаться в живых», сотрудничая с ABC Studios (бывшая Touchstone Television).
Дж. Дж. Абрамс является главным исполнительным директором, Брайан Берк выполняет функции вице-президента Bad Robot.
Логотип компании появился в 2001 году. На нём изображен красный робот с прямоугольной головой, который сначала перемещается по полю в виде силуэта, а затем внезапно появляется перед камерой в сопровождении голосов детей Абрамса, Генри и Грейси, говорящих «Bad robot!». Хотя фанаты верят, что это название пришло из мультфильма «Стальной гигант», сам Абрамс рассказал Entertainment Weekly, что он придумал его на одной из встреч сценаристов.
В феврале 2013 года было анонсировано, что Bad Robot будет сотрудничать с компанией Valve Corporation, чтобы в будущем выпустить фильмы Half-Life и Portal.

## Продукция
Bad Robot Productions выпустила следующие фильмы и телесериалы.

### Фильмы
| Год  | Название                            | Примечания                                                 | Бюджет       | Сборы          |
| ---- | ----------------------------------- | ---------------------------------------------------------- | ------------ | -------------- |
| 2001 | Ничего себе поездочка               | Совместно с 20th Century Fox и Regency Enterprises         | $23 000 000  | $36 642 838    |
| 2006 | Миссия невыполнима 3                | Совместно с Paramount Pictures и Cruise/Wagner Productions | $150 000 000 | $397 850 012   |
| 2008 | Монстро                             | Совместно с Paramount Pictures                             | $25 000 000  | $170 764 026   |
| 2009 | Звёздный путь                       | Совместно с Paramount Pictures и Spyglass Entertainment    | $150 000 000 | $385 680 446   |
| 2010 | Доброе утро                         | Совместно с Paramount Pictures                             | $40 000 000  | $58 785 180    |
| 2011 | Супер 8                             | Совместно с Paramount Pictures и Amblin Entertainment      | $50 000 000  | $259 422 500   |
| 2011 | Миссия невыполнима: Протокол Фантом | Совместно с Paramount Pictures и Skydance Productions      | $145 000 000 | $693 054 071   |
| 2013 | Стартрек: Возмездие                 | Совместно с Paramount Pictures и Skydance Productions      | $185 000 000 | $450 208 000   |
| 2015 | Бесконечно белый медведь            | Совместно с Paper Street Films и Park Pictures             | $6 700 000   | $1 800 000     |
| 2015 | Миссия невыполнима: Племя изгоев    | Совместно с Paramount Pictures и Skydance Productions      | $150 000 000 | $679 800 000   |
| 2015 | Звёздные войны: Пробуждение силы    | Совместно с Lucasfilm                                      | $200 000 000 | $2 068 223 624 |
| 2016 | Кловерфилд, 10                      | Совместно с Paramount Pictures                             | $15 000 000  | $108 300 000   |
| 2018 | Миссия невыполнима: Последствия     | Совместно с Paramount Pictures и Skydance Productions      | $178 000 000 | $791 115 104   |
| 2018 | Парадокс Кловерфилда                | Совместно с Paramount Pictures и Netflix                   | $45 000 000  |                |
| 2018 | Оверлорд                            | Совместно с Paramount Pictures                             | $38 000 000  | 41 657 844     |
| 2019 | Звёздные войны: Скайуокер. Восход   | Совместно с Lucasfilm                                      | $275 000 000 | $1 074 149 279 |
| 2022 | Лу                                  | Совместно с Netflix                                        | $36 000 000  |                |
| TBA  | Твоё имя                            | Совместно с Paramount Pictures                             |              |                |
| TBA  | Portal                              | Совместно с Warner Bros.                                   |              |                |

### Сериалы
| Год       | Название                    | Примечания     |
| --------- | --------------------------- | -------------- |
| 2001—2006 | Шпионка                     |                |
| 2004—2010 | Остаться в живых            |                |
| 2006—2007 | Что насчёт Брайана          |                |
| 2006—2007 | Шестеро                     |                |
| 2008—2013 | Грань                       |                |
| 2009      | Анатомия надежды            | Пилот          |
| 2010      | Под прикрытием              |                |
| 2011—2016 | В поле зрения               |                |
| 2012      | Алькатрас                   |                |
| 2012      | Убежище                     | Пилот          |
| 2012—2014 | Революция                   |                |
| 2013—2014 | Почти человек               |                |
| 2014      | Верь                        |                |
| 2015      | Мёртвые люди                | Пилот          |
| 2016      | 11.22.63                    |                |
| 2016      | Moon Shot                   |                |
| 2016      | Гастролёры                  |                |
| 2016—2022 | Мир Дикого запада           |                |
| 2018—2019 | Касл-Рок                    |                |
| 2020      | Её голос                    |                |
| 2020      | Страна Лавкрафта            |                |
| 2020      | Челленджер: Последний полёт | Документальный |
| 2021      | История Лизи                |                |
| 2021      | НЛО                         | Документальный |

## Награды
- 2002 Emmy Award Nomination, Outstanding Writing for A Drama Series (Шпионка)
- 2005 Emmy Award Winner, Outstanding Drama Series (Остаться в живых)
- 2005 Emmy Award Winner, Outstanding Directing for A Drama Series (Остаться в живых)
- 2005 Emmy Award Nomination, Outstanding Writing for A Drama Series (Остаться в живых)
- 2006 Golden Globe Award Winner, Best Television Series — Drama (Остаться в живых)
- 2007 Golden Globe Award Nomination, Best Television Series — Drama (Остаться в живых)